# Linosa
Linosa (limba siciliană: Linusa) este una dintre Insulele Pelagie din Marea Mediterană. Face parte din comuna Lampedusa e Linosa, parte e Provinciei Agrigento din Sicilia, Italia. Are o populație de 450.